# Kieler Sportvereinigung Holstein von 1900 1979-1980
Questa voce raccoglie le informazioni riguardanti il Kieler Sportvereinigung Holstein von 1900 nelle competizioni ufficiali della stagione 1979-1980.

## Stagione
Nella stagione 1979-1980 l'Holstein Kiel, allenato da Özcan Arkoç, Gerd Koll e Gerhard Prokop, concluse il campionato di 2. Bundesliga al 14º posto. In Coppa di Germania l'Holstein Kiel fu eliminato al secondo turno dall'Eintracht Braunschweig.

## Rosa
| N. |                     | Ruolo | Calciatore         |
| -- | ------------------- | ----- | ------------------ |
|    | Germania (bandiera) | P     | Martin Burmeister  |
|    | Germania (bandiera) | P     | Andreas Köpke      |
|    | Germania (bandiera) | P     | Manfred Ludwig     |
|    | Germania (bandiera) | D     | Jochen Aido        |
|    | Germania (bandiera) | D     | Gerd Andresen      |
|    | Germania (bandiera) | D     | Bernd Gerulat      |
|    | Germania (bandiera) | D     | Thorsten Landsberg |
|    | Germania (bandiera) | D     | Thorsten Neumann   |
|    | Germania (bandiera) | D     | Immo Stelzer       |
|    | Germania (bandiera) | C     | Bernd Brexendorf   |
|    | Germania (bandiera) | C     | Lutz Ernemann      |

| N. |                     | Ruolo | Calciatore        |
| -- | ------------------- | ----- | ----------------- |
|    | Germania (bandiera) | C     | Kai Gruhnow       |
|    | Germania (bandiera) | C     | Bernd Jordt       |
|    | Germania (bandiera) | C     | Axel Möller       |
|    | Germania (bandiera) | C     | Dietmar Tönsfeldt |
|    | Germania (bandiera) | C     | Franz-Josef Toth  |
|    | Germania (bandiera) | C     | Dieter Wendlandt  |
|    | Germania (bandiera) | A     | Stefan Dietrich   |
|    | Germania (bandiera) | A     | Manfred Jochimiak |
|    | Germania (bandiera) | A     | Uwe Knodel        |
|    | Germania (bandiera) | A     | Volker Tönsfeldt  |
|    | Germania (bandiera) | A     | Harry Witt        |

## Organigramma societario
Area tecnica
- Allenatore: Gerhard Prokop
- Allenatore in seconda:
- Preparatore dei portieri:
- Preparatori atletici:

## Calciomercato

### Sessione estiva
| Acquisti | Acquisti         | Acquisti          | Acquisti |
| R.       | Nome             | da                | Modalità |
| -------- | ---------------- | ----------------- | -------- |
| C        | Bernd Brexendorf | Westfalia Herne   |          |
| D        | Bernd Gerulat    | Itzehoer SV 09    |          |
| A        | Uwe Knodel       | Wacker 04 Berlino |          |
| C        | Franz-Josef Toth | Kickers Stoccarda |          |

| Cessioni | Cessioni | Cessioni | Cessioni |
| R.       | Nome     | a        | Modalità |
| -------- | -------- | -------- | -------- |

### Sessione invernale
| Acquisti | Acquisti | Acquisti | Acquisti |
| R.       | Nome     | da       | Modalità |
| -------- | -------- | -------- | -------- |

| Cessioni | Cessioni | Cessioni | Cessioni |
| R.       | Nome     | a        | Modalità |
| -------- | -------- | -------- | -------- |

## Risultati

### 2. Bundesliga

#### Girone di andata
| Arbitro: | Malbranc |

|                            |           |                                          |
| Jochimiak 35’ Ernemann 40’ | Marcatori | 62’ Marczewski 83’ Schmitz 84’ Schilling |

| Arbitro: | Rieb |

|                                             |           |  |
| Halbe 13’ Nabrotzki 14’ Bachmann 89’ (rig.) | Marcatori |  |

| Arbitro: | Gabor |

|                            |           |  |
| Dietrich 25’, 64’ Toth 54’ | Marcatori |  |

| Arbitro: | Waltert |

|                                          |           |  |
| Rieländer 27’ Schatzschneider 44’ (rig.) | Marcatori |  |

| Arbitro: | Mölm |

|                                    |           |                         |
| Witt 80’ Stelzer 83’ Jochimiak 89’ | Marcatori | 22’ Alfes 55’, 82’ Wolf |

| Arbitro: | Burgers |

|                                                  |           |                 |
| Joachimsmeier 73’ Gerulat 76’ (aut.) Schmitz 85’ | Marcatori | 83’ (rig.) Witt |

| Arbitro: | Kohnen |

|                                 |           |                                  |
| Ernemann 33’ Jordt 42’ Witt 75’ | Marcatori | 7’ Stegmayer 15’ Linßen 30’ Goll |

| Arbitro: | Filipiak |

|                                   |           |               |
| Zimmer 51’ Reiners 59’ Hammes 87’ | Marcatori | 30’ Wendlandt |

| Arbitro: | Retzmann |

|  |           |            |
|  | Marcatori | 1’ Pallaks |

| Arbitro: | Niemann |

|  |           |            |
|  | Marcatori | 87’ Knodel |

| Arbitro: | Eggers |

|                         |           |              |
| Jordt 33’ Jochimiak 68’ | Marcatori | 20’ Krumbein |

| Arbitro: | Milkert |

|                                |           |                           |
| Fagot 37’ Jakobs 58’ Allig 76’ | Marcatori | 29’ Jochimiak 84’ Neumann |

| Arbitro: | Heitmann |

|                                                             |           |  |
| Lippens 1’, 34’, 40’ Mannebach 29’ Herget 38’ Meininger 60’ | Marcatori |  |

| Arbitro: | Kasperowski |

|                                |           |               |
| Stelzer 80’, 85’ Jochimiak 90’ | Marcatori | 76’ Burkhardt |

| Arbitro: | Osmers |

|                                               |           |  |
| de Vries 12’ Diekmann 29’ Krüger 85’ Lenz 86’ | Marcatori |  |

| Arbitro: | Gabriel |

|              |           |                                |
| Dietrich 28’ | Marcatori | 15’ Kosien 58’ Lücke 83’ Rothe |

| Arbitro: | Meijerink |

|                                             |           |  |
| Eilenfeldt 8’ Peitsch 28’ (rig.) Angele 82’ | Marcatori |  |

| Kiel 9 dicembre 1979 18ª giornata | Holstein Kiel | 0 – 0 referto | Alemannia Aquisgrana | Holstein-Stadion (5 000 spett.)\| Arbitro: \| Wahmann \| |
| Arbitro:                          | Wahmann       |               |                      |                                                          |

| Arbitro: | Möller |

|             |           |  |
| Feilzer 70’ | Marcatori |  |

#### Girone di ritorno
| Arbitro: | Wuttke |

|  |           |                       |
|  | Marcatori | 48’ Stelzer 76’ Jordt |

| Arbitro: | Eschenbach |

|  |           |             |
|  | Marcatori | 90’ Dahmani |

| Arbitro: | Rieb |

|                      |           |               |
| Schütte 7’ Mense 73’ | Marcatori | 74’ Jochimiak |

| Kiel 3 aprile 1980 23ª giornata | Holstein Kiel | 0 – 0 referto | Hannover 96 | Holstein-Stadion (9 500 spett.)\| Arbitro: \| Horeis \| |
| Arbitro:                        | Horeis        |               |             |                                                         |

| Arbitro: | Prinz |

|                                   |           |               |
| Petković 57’ (rig.) Lopatenko 79’ | Marcatori | 33’ Jochimiak |

| Arbitro: | Glasneck |

|                |           |                   |
| Brexendorf 54’ | Marcatori | 21’, 87’ Schonert |

| Arbitro: | Wichmann |

|  |           |                                            |
|  | Marcatori | 8’, 59’ Tönsfeldt 65’ Jordt 81’ Brexendorf |

| Arbitro: | Kopka |

|                    |           |            |
| Jochimiak 30’, 75’ | Marcatori | 11’ Kunkel |

| Arbitro: | Niemann |

|  |           |               |
|  | Marcatori | 52’ Jochimiak |

| Arbitro: | Schön |

|                                         |           |          |
| Jochimiak 12’ Tönsfeldt 38’ Neumann 46’ | Marcatori | 55’ Linz |

| Arbitro: | Brückner |

|             |           |  |
| Poesger 10’ | Marcatori |  |

| Arbitro: | Zittrich |

|          |           |              |
| Witt 56’ | Marcatori | 37’ Etterich |

| Arbitro: | Roth |

|                         |           |                                 |
| Brexendorf 5’, 33’, 66’ | Marcatori | 37’, 61’ Kaminsky 45’ Meininger |

| Arbitro: | Möller |

|            |           |                 |
| Krüger 35’ | Marcatori | 53’, 78’ Möller |

| Arbitro: | Winkler |

|                                                |           |         |
| Jochimiak 40’ Tönsfeldt 44’, 87’ Wendlandt 60’ | Marcatori | 76’ Elm |

| Arbitro: | Gabor |

|                                                |           |                    |
| Wiesenthal 17’, 27’ Lücke 58’ Keese 63’ (rig.) | Marcatori | 3’ Witt 70’ Möller |

| Arbitro: | Filipiak |

|                                 |           |                                 |
| Witt 26’ Möller 88’ Stelzer 90’ | Marcatori | 42’ Schröder 54’, 65’ Sackewitz |

| Arbitro: | Wahmann |

|  |           |                           |
|  | Marcatori | 72’ Neumann 82’ Wendlandt |

| Arbitro: | Reichmann |

|                                                           |           |           |
| Witt 9’ Jochimiak 37’, 50’, 56’ Möller 40’, 68’ Jordt 72’ | Marcatori | 39’ Knopp |

### Coppa di Germania
| Arbitro: | Retzmann |

|                                           |           |                       |
| Knodel 4’ Dietrich 76’ (rig.), 78’ (rig.) | Marcatori | 45’ Poesger 81’ Meyer |

| Arbitro: | Brückner |

|                                 |           |                 |
| Grobe 5’, 43’ Krause 40’ (rig.) | Marcatori | 82’ (rig.) Witt |

## Statistiche

### Statistiche di squadra
| Competizione      | Punti | In casa | In casa | In casa | In casa | In casa | In casa | In trasferta | In trasferta | In trasferta | In trasferta | In trasferta | In trasferta | Totale | Totale | Totale | Totale | Totale | Totale | DR |
| Competizione      | Punti | G       | V       | N       | P       | Gf      | Gs      | G            | V            | N            | P            | Gf           | Gs           | G      | V      | N      | P      | Gf     | Gs     | DR |
| ----------------- | ----- | ------- | ------- | ------- | ------- | ------- | ------- | ------------ | ------------ | ------------ | ------------ | ------------ | ------------ | ------ | ------ | ------ | ------ | ------ | ------ | -- |
| 2. Bundesliga     | 33    | 19      | 7       | 7       | 5       | 41      | 29      | 19           | 6            | 0            | 13           | 20           | 38           | 38     | 13     | 7      | 18     | 61     | 67     | -6 |
| Coppa di Germania | -     | 1       | 1       | 0       | 0       | 3       | 2       | 1            | 0            | 0            | 1            | 1            | 3            | 2      | 1      | 0      | 1      | 4      | 5      | -1 |
| Totale            | 33    | 20      | 8       | 7       | 5       | 44      | 31      | 20           | 6            | 0            | 14           | 21           | 41           | 40     | 14     | 7      | 19     | 65     | 72     | -7 |

### Andamento in campionato
| Giornata  | 1  | 2  | 3  | 4  | 5  | 6  | 7  | 8  | 9  | 10 | 11 | 12 | 13 | 14 | 15 | 16 | 17 | 18 | 19 | 20 | 21 | 22 | 23 | 24 | 25 | 26 | 27 | 28 | 29 | 30 | 31 | 32 | 33 | 34 | 35 | 36 | 37 | 38 |
| --------- | -- | -- | -- | -- | -- | -- | -- | -- | -- | -- | -- | -- | -- | -- | -- | -- | -- | -- | -- | -- | -- | -- | -- | -- | -- | -- | -- | -- | -- | -- | -- | -- | -- | -- | -- | -- | -- | -- |
| Luogo     | C  | T  | C  | T  | C  | T  | C  | T  | C  | T  | C  | T  | T  | C  | T  | C  | T  | C  | T  | T  | C  | T  | C  | T  | C  | T  | C  | T  | C  | T  | C  | C  | T  | C  | T  | C  | T  | C  |
| Risultato | P  | P  | V  | P  | N  | P  | N  | P  | P  | V  | V  | P  | P  | V  | P  | P  | P  | N  | P  | V  | P  | P  | N  | P  | P  | V  | V  | V  | V  | P  | N  | N  | V  | V  | P  | N  | V  | V  |
| Posizione | 12 | 18 | 13 | 17 | 16 | 17 | 17 | 17 | 17 | 17 | 16 | 17 | 17 | 17 | 17 | 17 | 17 | 17 | 18 | 17 | 18 | 17 | 17 | 17 | 17 | 17 | 17 | 16 | 16 | 17 | 17 | 16 | 16 | 16 | 16 | 16 | 15 | 14 |

Legenda:

Luogo: C = Casa; T = Trasferta. Risultato: V = Vittoria; N = Pareggio; P = Sconfitta.

### Statistiche dei giocatori
| Giocatore     | 2. Bundesliga | 2. Bundesliga | 2. Bundesliga | 2. Bundesliga | Coppa di Germania | Coppa di Germania | Coppa di Germania | Coppa di Germania | Totale   | Totale | Totale      | Totale     |
| Giocatore     | Presenze      | Reti          | Ammonizioni   | Espulsioni    | Presenze          | Reti              | Ammonizioni       | Espulsioni        | Presenze | Reti   | Ammonizioni | Espulsioni |
| ------------- | ------------- | ------------- | ------------- | ------------- | ----------------- | ----------------- | ----------------- | ----------------- | -------- | ------ | ----------- | ---------- |
| J. Aido       | 32            | 0             | 3             | 0             | 1                 | 0                 | 0                 | 0                 | 33       | 0      | 3           | 0          |
| G. Andresen   | 17            | 0             | 2             | 0             | 1                 | 0                 | 0                 | 0                 | 18       | 0      | 2           | 0          |
| B. Brexendorf | 30            | 5             | 1             | 0             | 1                 | 0                 | 0                 | 0                 | 31       | 5      | 1           | 0          |
| M. Burmeister | 14            | 0             | 0             | 0             | 1                 | 0                 | 0                 | 0                 | 15       | 0      | 0           | 0          |
| S. Dietrich   | 12            | 3             | 3             | 0             | 1                 | 2                 | 0                 | 0                 | 13       | 5      | 3           | 0          |
| L. Ernemann   | 21            | 2             | 2             | 0             | 1                 | 0                 | 0                 | 0                 | 22       | 2      | 2           | 0          |
| B. Gerulat    | 5             | 0             | 0             | 0             | 2                 | 0                 | 0                 | 0                 | 7        | 0      | 0           | 0          |
| K. Gruhnow    | 1             | 0             | 0             | 0             | 0                 | 0                 | 0                 | 0                 | 1        | 0      | 0           | 0          |
| M. Jochimiak  | 33            | 15            | 8             | 0             | 2                 | 0                 | 0                 | 0                 | 35       | 15     | 8           | 0          |
| B. Jordt      | 38            | 5             | 1             | 0             | 2                 | 0                 | 0                 | 0                 | 40       | 5      | 1           | 0          |
| U. Knodel     | 16            | 1             | 1             | 0             | 2                 | 1                 | 0                 | 0                 | 18       | 2      | 1           | 0          |
| A. Köpke      | 1             | 0             | 0             | 0             | 0                 | 0                 | 0                 | 0                 | 1        | 0      | 0           | 0          |
| T. Landsberg  | 4             | 0             | 0             | 0             | 1                 | 0                 | 0                 | 0                 | 5        | 0      | 0           | 0          |
| M. Ludwig     | 24            | 0             | 0             | 0             | 1                 | 0                 | 0                 | 0                 | 25       | 0      | 0           | 0          |
| A. Möller     | 22            | 6             | 1             | 0             | 0                 | 0                 | 0                 | 0                 | 22       | 6      | 1           | 0          |
| T. Neumann    | 37            | 3             | 5             | 0             | 1                 | 0                 | 0                 | 0                 | 38       | 3      | 5           | 0          |
| I. Stelzer    | 34            | 5             | 1             | 0             | 1                 | 0                 | 0                 | 0                 | 35       | 5      | 1           | 0          |
| F. Toth       | 18            | 1             | 3             | 0             | 2                 | 0                 | 0                 | 0                 | 20       | 1      | 3           | 0          |
| D. Tönsfeldt  | 32            | 0             | 2             | 0             | 2                 | 0                 | 0                 | 0                 | 34       | 0      | 2           | 0          |
| V. Tönsfeldt  | 16            | 5             | 0             | 0             | 0                 | 0                 | 0                 | 0                 | 16       | 5      | 0           | 0          |
| D. Wendlandt  | 35            | 3             | 2             | 0             | 1                 | 0                 | 0                 | 0                 | 36       | 3      | 2           | 0          |
| H. Witt       | 30            | 7             | 2             | 0             | 2                 | 1                 | 0                 | 0                 | 32       | 8      | 2           | 0          |